# Hoya nuuuliensis
Hoya nuuuliensis är en oleanderväxtart som beskrevs av Kloppenb. och Siar. Hoya nuuuliensis ingår i släktet Hoya och familjen oleanderväxter. Inga underarter finns listade i Catalogue of Life.